# Hamtaro
Hamtaro (とっとこハム太郎 Tottoko Hamutarō, oversat Trotting Hamtaro) er en japansk anime-tegnefilmsserie der handler om hamstere.
| Anime eller manga | Spire Denne artikel om en anime og/eller manga er en spire som bør udbygges. Du er velkommen til at hjælpe Wikipedia ved at udvide den. |